# Leon Jessen
Leon Jessen (ur. 11 czerwca 1986 w Brande) – duński piłkarz występujący na pozycji obrońcy. Od 2015 jest zawodnikiem klubu Esbjerg fB.

## Kariera klubowa
Jessen zawodową karierę rozpoczynał w 2005 roku w klubie FC Midtjylland z Superligaen. W tych rozgrywkach zadebiutował 23 maja 2005 roku w wygranym 2:1 meczu z Esbjergiem. W tamtym spotkaniu strzelił także gola. W tym samym roku dotarł z klubem do finału Pucharu Danii, gdzie zespół Midtjylland uległ 2:3 Brøndby. W 2007 roku oraz w 2008 roku Jessen wywalczył z zespołem wicemistrzostwo Danii. W 2010 roku po raz drugi wystąpił z nim w finale Pucharu Danii (0:2 z Nordsjælland.
Latem 2010 roku Jessen przeszedł do niemieckiego 1. FC Kaiserslautern.

## Kariera reprezentacyjna
W reprezentacji Danii Jessen zadebiutował 14 listopada 2009 roku w zremisowanym 0:0 towarzyskim meczu z Koreą Południową.